# Комиссар по правам человека Азербайджанской Республики
Омбудсмен Азербайджана — уполномоченный по правам человека Азербайджана. С 29 ноября 2019 года омбудсменом является Сабина Алиева.

## Общие сведения
28 декабря 2001 года Милли Меджлис Азербайджана принял конституционный закон об уполномоченном по правам человека (Омбудсмен) Азербайджана.
Уполномоченный по правам человека Азербайджанской Республики (омбудсмен) был избран Милли Меджлисом 2 июля 2002 года 111 голосами (112 голосов) из трех кандидатов, выдвинутых Президентом Азербайджанской Республики. Первым омбудсменом стала Эльмира Сулейманова. Она занимала эту должность до 2019 года.
28 октября 2002 года Управление омбудсмена инициировало прием и рассмотрение жалоб заявителей.
Управление по правам человека Азербайджана (далее именуемое «Уполномоченный») было создано для восстановления прав и свобод человека, закрепленных конституцией Азербайджана и в международных договорах. Правительство и муниципальные органы Азербайджана является нарушившей стороной.
Деятельность омбудсмена не ограничивает и не заменяет компетенцию других государственных учреждений по защите прав и свобод человека.
Полномочия омбудсмена не распространяются на Президента Азербайджана и судей Азербайджанской Республики.
Деятельность уполномоченного в области прав человека включает в себя защиту, соблюдение, проверку обеспечения статуса, контроль и анализ прав и свобод человека и гражданина, выявление пробелов и нарушений, а также восстановление и предотвращение нарушений прав человека.
Лица могут подать жалобу Уполномоченному различными способами. Каждый может лично связаться с омбудсменом, отправив свою заявку через обычную почту или электронную почту, онлайн-заявку, которую можно осуществить на официальном веб-сайте, и/или прийти в Секретариат Управления или региональных отделений, позвонить на горячую линию для предотвращения пыток и горячую линию «916» по нарушениям прав детей или во время поездок Уполномоченного или сотрудников в места временного содержания.
Жалоба может также подаваться третьим лицом или неправительственной организацией, права которой, как утверждается, были нарушены. Если невозможно получить согласие лица, права которого предположительно были нарушены (если это лицо умерло, потеряло свою правоспособность и т. д.), жалоба может быть подана третьим лицом или неправительственной организацией без согласия этого лица.
Кроме того, с согласия лица, чьи права человека были нарушены, Уполномоченный может проводить расследования по своей собственной инициативе в случаях особого общественного значения, когда интересы тех, кто не способен оправдаться, затрагивают сами права.
Жалоба может быть подана Уполномоченному в течение одного года. Жалобы, адресованные лицами, содержащимися в пенитенциарных учреждениях или центрах содержания под стражей, передаются Уполномоченному в течение 24 часов без какой-либо цензуры. Уполномоченный также имеет право на получение необходимой информации, документов и материалов в течение 10 дней от любых правительственных и муниципальных органов и должностных лиц; на получение судебных распоряжений (постановлений), действующих по уголовным, гражданским и административным делам, а также делам, разбирательство которых было прекращено; при расследовании жалобы — получать письменные объяснения от должностных лиц; предоставлять задания по установлению фактов соответствующим органам, за исключением тех чиновников, на чьи решения и действия (бездействие) жалуются; поручить соответствующим государственным органам и организациям задачу подготовки экспертного заключения.
Не позднее, чем через 2 месяца после окончания каждого года Уполномоченный представляет президенту страны ежегодный доклад о защите прав человека в стране и докладывает в Милли Меджлис страны.

## Деятельность
С момента создания аппарат омбудсмена осуществлял наблюдение за всеми выборами, проводившимися в Азербайджане. Осуществляется наблюдение за ходом проведения выборов в воинских частях и исправительных учреждениях.
30 ноября 2023 года при организации и участии омбудсмена Азербайджана в Баку прошла международная конференция «Права человека – 75: поощрение универсальности и неделимости для решения глобальных и национальных задач», посвященная 75-летию Всеобщей декларации прав человека.
При содействии омбудсмена Азербайджана в 2023 году из Сирии в Азербайджан были репатриированы 60 граждан Азербайджана, включая 13 женщин и 47 детей, ставших заложниками вооруженных формирований, воюющих на территории Ирака и Сирии. Всего за весь период было репатриировано 469 женщин и детей.
В рамках Национального превентивного механизма осуществляется мониторинг мест лишения свободы, условий содержания заключённых и обращения с ними.
Омбудсменом создана специализированная библиотека по правам человека. Фонд библиотеки составляет 11 000 экземпляров книг и иной литературы на различных языках.

### 2023
В 2023 году к омбудсмену поступило 29 411 обращений.
В феврале 2024 года представлен отчёт в парламент Азербайджана о деятельности за 2023 год, в котором представлено 76 предложений и рекомендаций по улучшению законодательства в сфере защиты прав граждан.

### 2024
Организовано наблюдение омбудсмена, аппарата омбудсмена, его региональных центров за парламентскими выборами 2024 в Баку и во всех регионах Азербайджана.
19 января 2024 года омбудсмен Азербайджана включён в состав организационного комитета COP29. 
В рамках COP 29 в ноябре 2024 года состоится Бакинский форум омбудсменов и национальных правозащитных институтов. Будут проведены пленарные обсуждения на тему «Климатическая справедливость, основанная на правах человека: роль национальных институтов прав человека». Омбудсменом планируется проведение семинаров и круглых столов по вопросам экологии.

### 2025
Осуществлено наблюдение за муниципальными выборами.

## Международное сотрудничество

### Сотрудничество с ООН
После Второй мировой войны во многих странах начались создаваться национальные правозащитные учреждения в целях эффективной защиты прав человека на национальном уровне.
27 октября 2006 года Управление омбудсмена Азербайджана впервые было аккредитовано Подкомитетом ICC по аккредитации (SCA) «А» и зарегистрировано как национальное правозащитное учреждение в системе ООН. В 2010 году путем анализа ответов на вопросники ООН, адресованные Управлению омбудсмена МКТ, было принято решение о том, что Конституционный закон об Омбудсмене, а также деятельность Уполномоченного по правам человека в Азербайджане полностью соответствуют Парижским принципам и он был повторно аккредитован статусом «А».

### Сотрудничество с Советом Европы
После обретения независимости Азербайджан 25 января 2001 года стал полноправным членом Совета Европы (СЕ). Внесение изменений в Конституционный закон об Омбудсмене является международным обязательством Азербайджана в целях эффективной защиты прав и свобод человека. Поправки, внесенные в Конституционный закон об Омбудсмене, являются международным обязательством Азербайджана в целях эффективной защиты прав и свобод человека.
Комиссар по правам человека и сотрудники Офиса омбудсмена Азербайджана обменяются мнениями и практическим опытом путем участия в защите прав человека в различных мероприятиях, организованных СЕ.
Кроме того, Комиссар является членом Европейской сети национальных превентивных механизмов (НПМ), созданной совместно Генеральным директором Совета Европы по правам человека и соблюдению законности и Ассоциацией по предупреждению пыток (АПТ). Один из членов группы НПМ был назначен координатором сети.

### Международный институт омбудсменов (ИОИ)
В декабре 2010 года Управление Омбудсмена Азербайджана стало членом Международного института омбудсменов, с которым он сотрудничал с 2003 года. Комиссар регулярно участвует в мероприятиях, организованных ИОИ, и предоставляет информацию широкой аудитории о государственной политике и событиях в области прав человека в стране. Как и в многочисленных мероприятиях, начатых Комиссаром, многие ведущие представители ИОИ приняли участие и провели обмен опытом в соответствующей области.

### Европейский институт омбудсмена
Уполномоченный установил тесное сотрудничество с Европейским институтом омбудсмена (EOI), членом которого является с 2003 года. Управление Омбудсмена Азербайджана участвует в мероприятиях этой организации и проводит обмен практическим опытом в области прав человека. Многие из представителей EOI были приглашены для участия в международных конференциях, проводимых Комиссаром в Азербайджане.